# Web 2.0
Web 2.0（ウェブ にーてんぜろ）とは、2000年代中頃以降における、ウェブの新しい利用法を指す流行語である。Darcy DiNucciにより1999年に造られ、2004年のWeb 2.0 Conferenceにより広まり、その後3年間ほど流行した。
ティム・オライリーによって提唱された概念であり、狭義には、旧来は情報の送り手と受け手が固定され送り手から受け手への一方的な流れであった状態が、送り手と受け手が流動化し、誰もがウェブサイトを通して、自由に情報を発信できるように変化したウェブの利用状態のことである。

## 定義
ティム・オライリーの初期の定義は『旧来は情報の送り手と受け手が固定され送り手から受け手への一方的な流れであった状態が、送り手と受け手が流動化し誰でもがウェブを通して情報を発信できるように変化したウェブを「Web 2.0」とする』としていた。
しかし、彼は範囲を限定しないためにあえて定義を明確にしなかったとブログで説明している。また、彼は翌日、同ブログでWeb 2.0とは「すべての関連するデバイスに広がる、プラットフォームとしてのネットワーク」であり、Web 2.0アプリケーションを「ネットワークが本質的に持つ長所を最大限に活用するもの」であるとしている。
また、日本のITコンサルタントである梅田望夫は、著書『ウェブ進化論』で、Web 2.0の本質を「ネット上の不特定多数の人々（や企業）を、受動的なサービス享受者ではなく能動的な表現者と認めて、積極的に巻き込んでいくための技術やサービス開発姿勢」としている。

## 概念

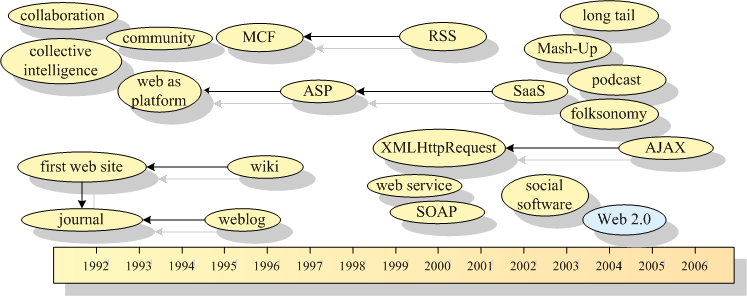
Web 2.0バズワードのタイムバー。 この画像はWeb 2.0の専門用語とそれに依存している用語でよく使われたバズワードの時期を示す。

情報の送り手と受け手が固定され、送り手から受け手への一方的な流れであった従来の状態が、送り手と受け手が流動化し、誰でもがウェブを通して情報を発信できるように変化したということである。この変化を象徴する語として、変化後の状態を「Web 2.0」、それに対応する形で従来の状態が「Web 1.0」と呼ばれるようになったという（提唱者未詳）。2001年の「ドットコムバブル」の崩壊以降、ウェブの使い方が変化してきたという考えが根底にある。なお「Web 1.0」、さらにそれ以前の「Web 0.x」の定義は為されておらず不明。
代表的なサービスとして、ロボット型の検索エンジン、ソーシャル・ネットワーキング・サービス（SNS）、ウィキメディアを始めとするウィキ、電子掲示板、ブログなどが挙げられる。旧来の消費者が書き手・情報の発信源になったものは、すべて狭義のWeb 2.0の定義をみたす。
Web 2.0においては、情報そのもの、あるいは中核にある技術よりも、周辺の利用者へのサービスが重視される。そして、利用者が増えれば増えるほど、提供される情報の量が増え、サービスの質が高まる傾向にあるとされる。
具体的な技術を明確に指し示す用語ではなく、マーケティング・ネットサービス業界で一人歩きして語られるため、バズワードとくくられる。それゆえ、単なる宣伝文句として使用されることが多く、耳にする機会は多くとも、その実態の理解は日本では浸透しなかった。当時日本企業はSNSやブログに興味が薄く、Second Lifeや、ケータイサイトに投資をしていた。2009年頃には既に日本でもアメリカでも廃語となっていた。
梅田望夫によると、Web 2.0という用語そのものは2005年頃から用いられてきたが、2002年〜2003年にかけてのAmazon.comの検索アプリケーションプログラミングインタフェース公開が、その端緒であるとしている。

## 商標問題
アメリカのCMPメディア社（この会社はオライリーメディア社と「Web 2.0 Conference」を共催している）が同国と欧州連合域内における「Web 2.0」の商標登録を出願しており、2006年5月には同名の催事を開催しようとした非営利団体に「CMPの独占権を侵害する」と警告を行っている。日本においても、CMPメディア社の子会社であるメディアライブジャパン社が商標登録を出願している。
この非営利団体によると、催事が6月に迫っていたため、今回の催事に関しては「Web 2.0」の名称の使用を認め、今後は使用しないように求められたという。CMPメディア社は、商標登録は催事の開催に限定したものだとしている。

## 2.0
リリース（公開）されたばかりのソフトウェアやウェブサービスは「バージョン1.0」（第一版、第一世代）と称され、小規模な改良を重ねるとバージョンは1.1、1.2、1.3…と増えてゆく。根本的な改良を施され別物になったソフトウェアはバージョンの数字が上がり、バージョン2.0（第二世代）になる。「Web 2.0」とは、従来のウェブがソーシャル化に伴い根本的に改造され、従来の一方通行のウェブとは別物になったことを表現している。
新世代のものを表す冗談として、本来規格やバージョンとは無関係であるものの名称に「2.0」を付与する流行を作った。小数点以下1桁まで含めた表記であるが、そのことにも特に意味は無い。
「俺2.0」など日常生活を刷新することを目標に掲げたものから、DoCoMo2.0など商業的なキャッチコピーまで幅広く浸透している。2009年には「民主主義2.0」、またやはりオライリーによって「ガバメント2.0」が提唱された。2017年には「お金2.0」なる語が登場した。更に2020年、小池百合子が東京都知事選挙の出馬表明に当たって「東京大改革2.0」を掲げた。

## 関連書籍
- 『超図解日本語版Web2.0最前線』、2006年8月25日.、加藤智明/永島穂波（著）
- 『超図解Web2.0がわかる! 100のキーワード』、2006年8月25日、UNIZON（著）
- 梅田望夫『ウェブ進化論』
- 『図解でわかる Web2.0マーケティング』、2006年7月20日、宮崎哲也（著）
- Bradley, Jones Web 2.0 Heroes, Wiley Publishing, 2008

以下は小川浩と後藤康成による。
- 『Web2.0 Book』、2006年3月1日
- 『図解Web2.0 Book』、2006年8月11日
- 『web2.0が面白いほどわかる本』、2006年10月7日